# Все по…
Все по… — первый официальный альбом полтавской рок-группы «Дороги меняют цвет». Вышел в январе 2009 года. Сообщение о выходе альбома было опубликовано на сайте группы 26 декабря 2008 года. Содержит 13 композиций.

## Список композиций
Слова и музыка всех песен — Андрей Гречаник.
| №                   | Название                        | Длительность |
| ------------------- | ------------------------------- | ------------ |
| 1.                  | «Спи до утра»                   | 2:40         |
| 2.                  | «Вчерашние герои»               | 2:58         |
| 3.                  | «Мой героин»                    | 4:06         |
| 4.                  | «Когда поэт…»                   | 5:11         |
| 5.                  | «Пусть все останется как есть…» | 4:00         |
| 6.                  | «Глубокой осенью»               | 3:37         |
| 7.                  | «Море»                          | 3:12         |
| 8.                  | «Все по Фрейду…»                | 4:53         |
| 9.                  | «Конвой»                        | 4:35         |
| 10.                 | «По дороге в небо»              | 3:33         |
| 11.                 | «А на улице — мороз…»           | 3:28         |
| 12.                 | «Массандра»                     | 3:29         |
| 13.                 | «Notre-Dame de Paris»           | 4:37         |
| Общая длительность: | Общая длительность:             | 50:19        |

## Участники записи
- Андрей Грейчаник — вокал, ритм-гитара, слова, музыка;
- Сергей Старостенко — бас-гитара;
- Артём Гулий — соло-и ритм гитары;
- Богдан Петрушко — духовые и этно-инструменты;
- Алексей Олешко — клавишные;
- Мария Акинина — скрипка;
- Андрей Братанов — ударные;

Запись и мастеринг были сделаны на студии Сергея Егорова.

## Использованные записи
В некоторых песнях использованы следующие записи:
1. Фрагмент песни «Крейсер „Аврора“» (сл. М. Матусовский, муз. В. Шаинский) в исполнении Детского хора радио и телевидения СССР — в песне «Спи до утра».
2. Фрагмент записи оригинального голоса С. Есенина, читающего собственное стихотворение «Исповедь хулигана» — в песне «Когда поэт…».
3. Перевод эпизода из фильма «Достучаться до небес» — в песне «Море».

## Рецензии
Соблюдая классические традиции в деле аранжировок и текстовой наполняющей (варьирующейся от иронично-шутливых до романтично-нервных стихов), они взяли за основу (как мне показалось) лучший период в творчестве Алисы и ДДТ начала 90-х, и отталкиваясь от нетривиального инструментария (да-да, приятно снова слышать скрипку в русском роке!), создали пластинку, которая лет 20 назад порвала бы в пух и клочья большинство тогдашних релизов!— Игорь Сидоренко (Киевский Рок-клуб)